# عبيد الطويلة
عبيد الطويلة (مواليد 1 يناير 1979) لاعب كرة قدم إماراتي دولي سابق يجيد اللعب حارس مرمى مثل المنتخب الإماراتي في كأس آسيا 2011 .
لعب لأندية دبي والأهلي و بني ياس والشعب و الوصل و كانت له تجربة إحترافية في نادي ثون السويسري .

## مسيرته الكروية
لعب عبيد الطويلة خلال مسيرته الاحترافية مع 5 أندية في ستة عشر موسمًا ولم يسجل خلالها أي هدف ضمن 137 مباراة. حيث فاز في موسمين بالكأس وفي موسم واحد بالدوري.
خاض عبيد الطويلة مسيرته مع نادي دبي في موسم 2003–04 واستمر معه طيلة ثلاثة مواسم، مشاركًا في 21 مباراة ولم يسجل أي هدف. ثم انتقل إلى نادي شباب الأهلي في موسم 2006–07 ليلعب معه سبعة مواسم، حيث شارك في 67 مباراة ولم يسجل أي هدف أيضًا. لينتقل بعدها إلى نادي بني ياس في موسم 2012–13 ولمدة موسمين، مشاركًا في 4 مباريات ولم يسجل أي هدف أيضًا. ثم انتقل إلى نادي الشعب في موسم 2013–14 واستمر معه طيلة ثلاثة مواسم، مشاركًا في 43 مباراة ولم يسجل أي هدف أيضًا.

## روابط خارجية
- عبيد الطويلة على موقع ناشيونال فوتبول تيمز (الإنجليزية)